# Bauhinia godefroyi
Bauhinia godefroyi är en ärtväxtart som beskrevs av François Gagnepain. Bauhinia godefroyi ingår i släktet Bauhinia och familjen ärtväxter. Inga underarter finns listade i Catalogue of Life.